# Mabamba (Kibondo)
Mabamba ist ein Bezirk (Ward) des Distriktes Kibondo in der tansanischen Region Kigoma.

## Geografie
Mabamba liegt im Nordwesten von Tansania nahe der Grenze zu Burundi. Der Bezirk hat eine Größe von 96,59 Quadratkilometern und 15.171 Einwohner (Volkszählung 2022).

## Gliederung
Der Gemeinde besteht aus 4 Dörfern (Mtaa) mit 41 Orten (Kitongoji):
| Nyange - Nyange A - Nyange B - Kalila A - Kalila B - Mariba A - Mariba B - Mutezi - Bogoro - Kazamoyo - Mposta | Mabamba - Mjini - Kumwayi - Nyagwilonge - DWT - Mushenyi - Silabu - Nyakushungwa - Uhuru - Misheni - Nyakimonomono | Mkarazi - Stendi - Kivumu - Nyakabhilizi - Ofisini - Nyakafunzo - Shuleni - Kikinga - Mpakani - Kijangara - Nyamigombero | Nyakasanda - Kujwinembi - Kiuonga - Ntoyoyo - Nyabukole - Mualasamda - Lata - Nyakasanda Kaskazini - Kikobe - Nyabulimbi - Nyamagafu - Kumkuyu |

## Infrastruktur
- Gesundheitszentrum: Das Gesundheitszentrum in Mabamba bietet unter anderem stationäre Behandlungen, Geburtshilfe, Malariabehandlung und chirurgische Eingriffe.[5]
- Bildung: Die Boniconsili-Schule ist eine weiterführende Schule für Mädchen.[6]